# Rue des Remparts-d'Ainay
Pour les articles homonymes, voir Rue des Remparts.
La rue des Remparts-d'Ainay est une rue du quartier d'Ainay dans 2e arrondissement de Lyon, en France.

## Situation et accès
La rue des Remparts d'Ainay commence rue de l'Abbaye-d'Ainay, au niveau de la place d'Ainay et de la basilique Saint-Martin d'Ainay et se termine sur le quai du Docteur-Gailleton. Elle est traversée par les rues Adélaïde-Perrin, Auguste-Comte, de la Charité et coupée par la place Ampère. 
Pour la partie qui va de la place Ampère vers la rue de l'Abbaye-d'Ainay, la rue est pavée et à sens unique avec un sens de circulation vers l'ouest et un stationnement dans le sens de la circulationtandis que la partie qui va de la place Ampère vers le quai Gailleton n'est pas pavée, à sens unique avec un sens de circulation vers l'est et un stationnement dans le sens de la circulation sauf pour le dernier tronçon qui a un stationnement des deux côtés. 
La rue est desservie par la station Ampère-Victor Hugo   au niveau de la place Ampère.

## Origine du nom
Ce nom fait référence aux remparts d'Ainay bien que cette rue ne soit pas l'alignement des anciens remparts.

## Histoire
Jean d'Albon de Saint-André (1472-1549) fait construire les remparts en 1544 qui sont terminés sous Louis XIII. En 1777, Antoine Michel Perrache les fait abattre pour organiser le nouveau quartier. 
La rue est attestée en 1810. Cette voie a été prolongée à plusieurs reprises, en absorbant la rue Laurencin en 1854 et la rue Ravez en 1878.
En 2020, plusieurs arbres sont plantés dans la rue aux alentours de son croisement avec la rue Victor-Hugo, ce dans le cadre de la rénovation de cette dernière, ne permettant pas d’y planter des végétaux de par la présence du métro A en son dessous.